# Guifré Vidal
Guifré Vidal es un físico español doctorado en la Universidad de Barcelona en 1999 bajo la supervisión del profesor Rolf Tarrach.

## Trayectoria
Se graduó en física en la Universidad de Barcelona en el año 1996 y obtuvo su doctorado en el mismo sitio en el año 1999.
Durante dos años trabajó como investigador en la Universidad de Innsbruck, en el equipo que dirigía Juan Ignacio Cirac con una beca posdoctoral Marie Curie otorgada por la Unión Europea y en 2002 se trasladó para trabajar en el Institute for Quantum Information de John Preskill, en el Institute Technology de California con otra beca de la Sherman Fairchild Foundation.
 En 2005 se convirtió en profesor en la Escuela de Física y Matemáticas de la Universidad de Queensland. Desde mayo de 2011 hasta 2019 era miembro docente del Instituto Perimeter de Física Teórica en Waterloo (Ontario), Canadá. A partir de septiembre de 2019, es científico investigador en la compañía Google X y a partir de febrero de 2022 es senior scientist en Google Quantum AI.
In 2022 Vidal fue nombrado Distinguished Invited Professor del Instituto de Ciencias Fotónicas (ICFO) en Castelldefels.
Su campo de investigación se centra en la teoría de múltiples cuerpos (Many-body theory) cuánticos, empleando métodos analíticos y numéricos. Es uno de los principales expertos en las aplicaciones de estados de red tensorial, como el algoritmo de evolución temporal por decimación.